# Černý kopec (Podorlická pahorkatina)
Černý kopec je vrchol v České republice ležící v Podorlické pahorkatině.

## Geomorfologické zařazení
Černý kopec se nachází v geomorfologickém celku Podorlická pahorkatina, podcelku Žamberská pahorkatina, v okrsku Rokytnická pahorkatina a podokrsku Jablonská vrchovina jejímž je nejvyšším vrcholem.

## Poloha
Černý kopec se nachází asi 3 kilometry severozápadně od Jablonného nad Orlicí a asi 4 kilometry severovýchodně od Letohradu. Navazuje na jižní zakončení hlavního hřebenu Pastvinské vrchoviny, která již spadá do Orlických hor. Přestože je poněkud ve stínu sousedního a vyššího Faltusova kopce (637 m), je jasně vymezen a oddělen.

## Vodstvo
Černý kopec se nachází na rozvodí Divoké a Tiché Orlice. Jižní a východní svah odvodňují přítoky Tiché, západní pak přítok Divoké Orlice.

## Vegetace a stavby
Vrcholová partie Černého kopce je pokryta polem. Významnější lesní porost se nachází v jihovýchodním svahu. Díky absenci vyšší vegetace je z vrcholu dobrý výhled do většiny směrů. V západním svahu se nachází obec Bredůvka.

## Komunikace a turistické trasy
K vrcholu přímo žádná cesta nevede. Nejblíže k němu je polní cesta procházející východně od něj. Jižním svahem prochází silnice I/11, východním silnice Mistrovice – Sobkovice, západním silnice Bredůvka – Studené, která je sledována bíle značenou cyklistickou trasou 4074.